# 대구월
대구월국(大瞿越國, 베트남어: Đại Cồ Việt Quốc), 약칭 대구월(大瞿越, 베트남어: Đại Cồ Việt 다이꼬비엣[*])은 968년에서 1054년까지 베트남의 역사에서 사용된 정식 국호이다. 딘보린이 딘 왕조를 세우면서 제정하였고, 정조에 이어 전려조, 리조가 이를 사용하였다가 1054년에 국호를 대월로 변경하면서 폐지되었다.